# Pia Casa di Lavoro di Montedomini

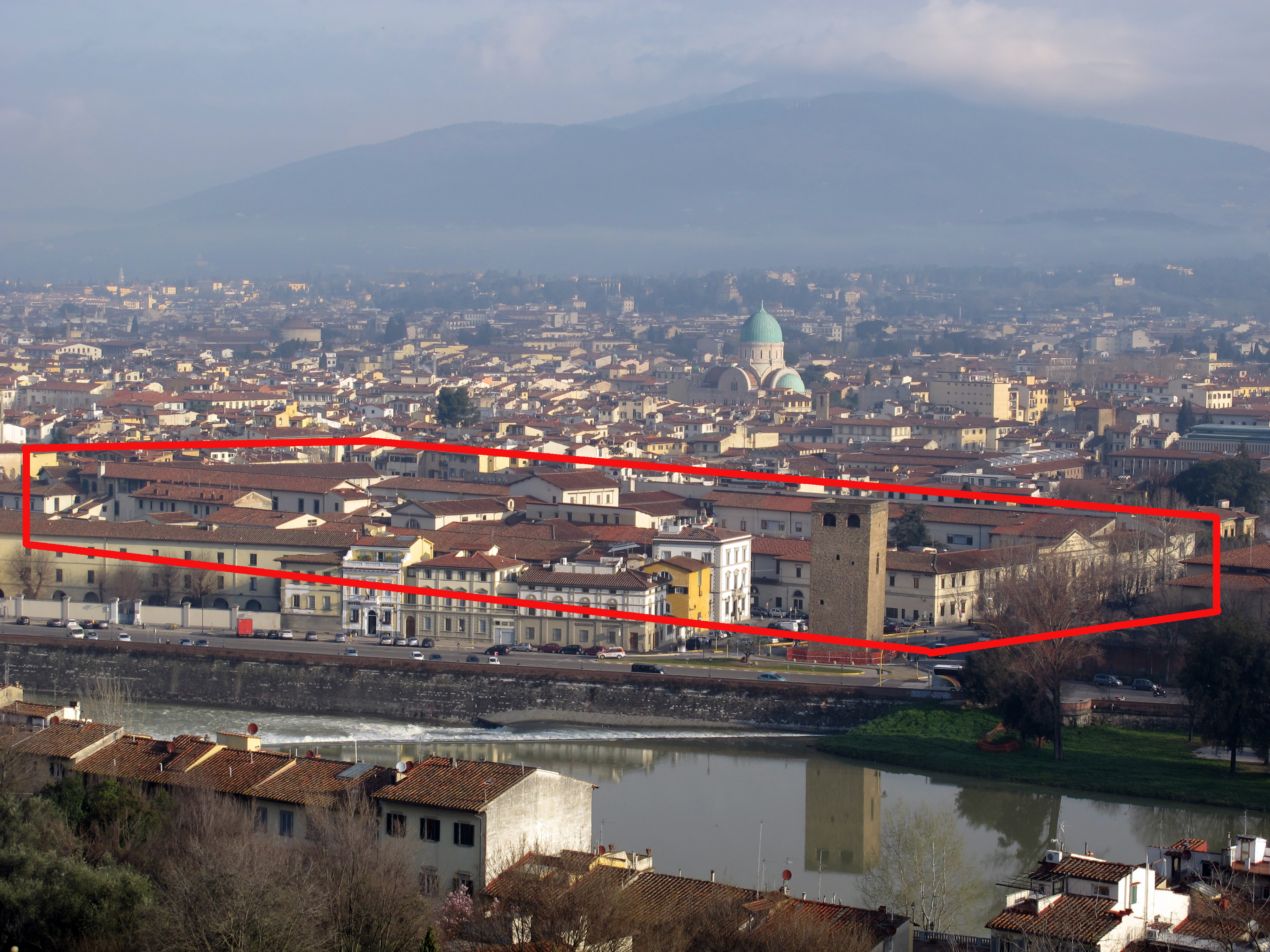
Il complesso evidenziato nel panorama cittadino

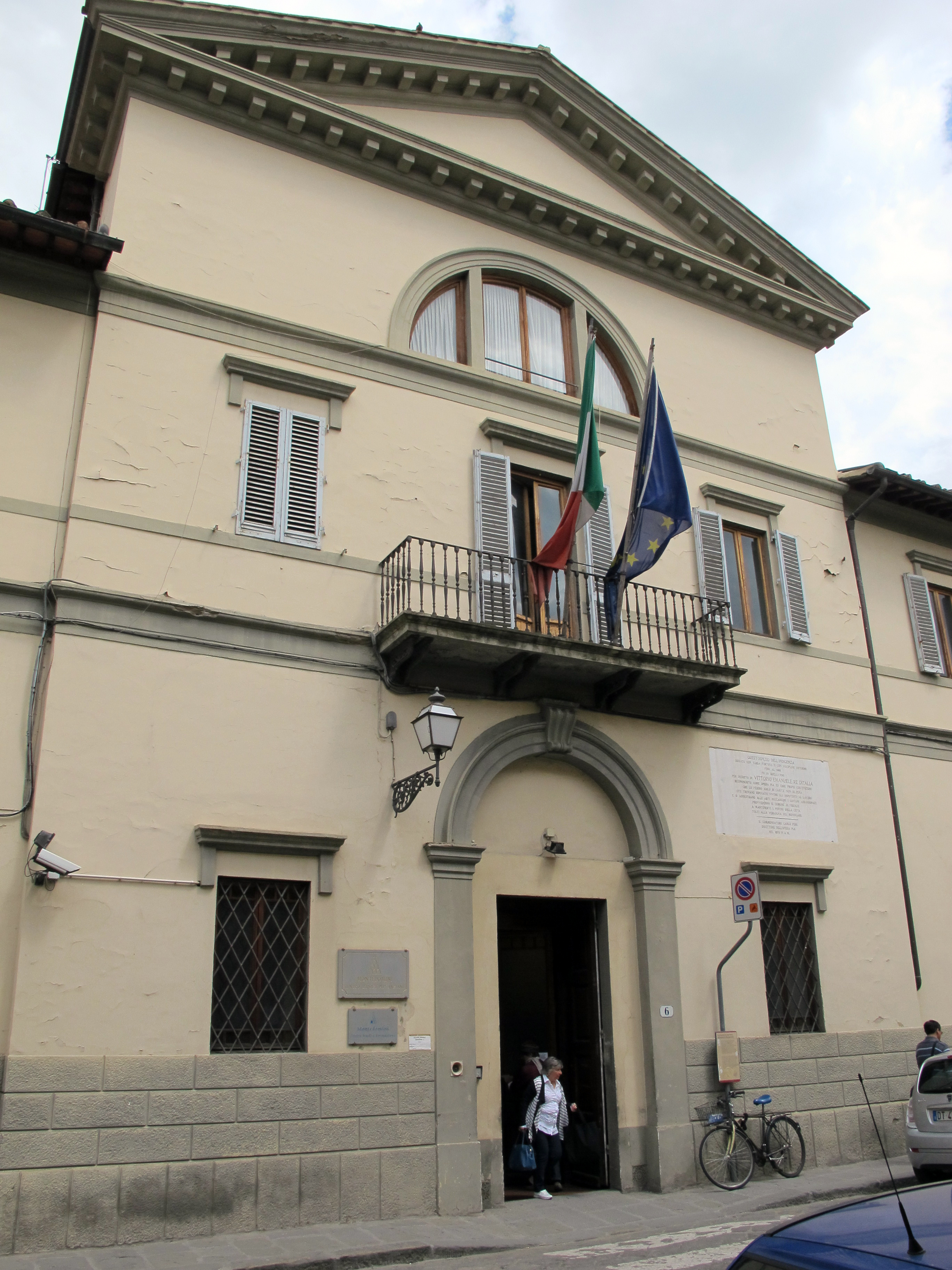
Pia casa di lavoro di Montedomini, fronte su via dei Malcontenti

La Pia casa di lavoro di Montedomini si trova a Firenze tra via dei Malcontenti, via delle Casine, via Pietro Thouar e il viale della Giovine Italia. Fu fondata da Napoleone I nel 1812 per festeggiare la nascita del re di Roma.

## Storia

### I monasteri di Montedomini e Monticelli

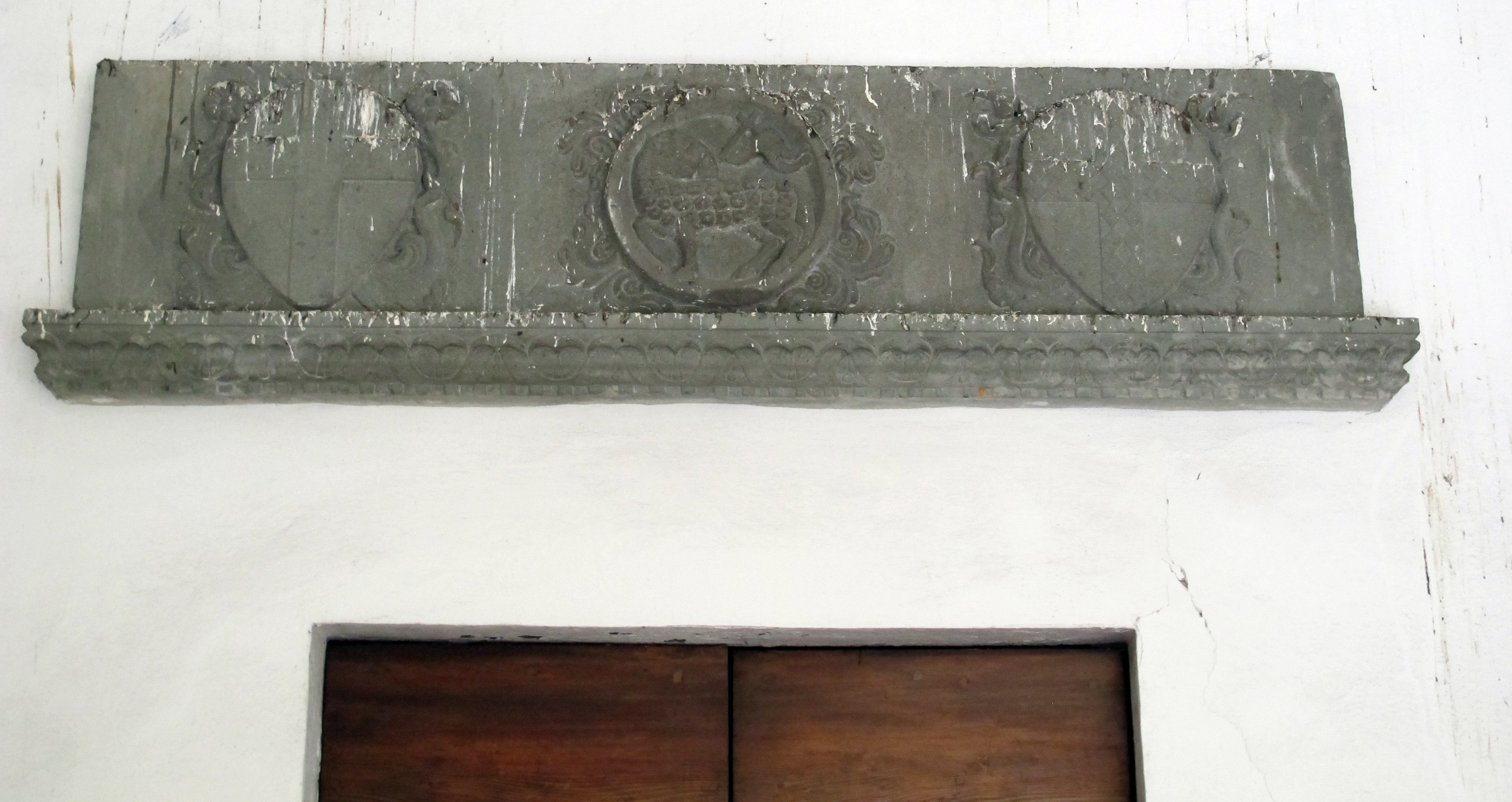
Antichi stemmi del Popolo, dell'Arte della Lana e della famiglia Ardinghelli

Nel 1476, la Signoria di Firenze donò allo spedale di Santa Maria Nuova un esteso terreno, situato lungo via dei Malcontenti o del Tempio, già denominato il Prato della Giustizia (poiché luogo di pubbliche esecuzioni), con lo scopo di costruirvi un lazzaretto. Di fatto, già in quell'anno, fu posta la prima pietra e dopo poco iniziò la costruzione del fabbricato che prese il nome di "Spedale di San Sebastiano degli Ammorbati" che per molti anni si dedicò alla cura dei suoi ospiti fin quando non venne completamente distrutto nel 1529, durante l'assedio delle truppe imperiali. In quella critica emergenza su ordine della Repubblica vennero fatte abbattere molte costruzioni che si trovavano nel raggio delle tre miglia dalle mura cittadine, per impedire agli attaccanti di trovare vantaggio e riparo da tali edifici. Per lo stesso scopo vennero distrutti e irrimediabilmente rovinati anche molti altri fabbricati fra i quali vale la pena ricordare i due monasteri: quello di Santa Maria Assunta chiamato di Montedomini (monte del Signore), esistente fino dal 1285 fuori dalla porta di San Gallo a San Marco Vecchio e l'altro di Santa Maria Annunziata detto di Monticelli (mons coeli: monte del cielo) che si trovava all'esterno della porta di San Frediano in prossimità di Bellosguardo, già dal 1217 (fondato, si dice, da sant'Agnese, sorella di santa Chiara). Al termine dell'assedio questo vasto terreno situato al Prato della Giustizia venne destinato alle due comunità di monache, ormai rimaste senza un'adeguata sede, per costruirvi due grandiosi monasteri contigui che mantennero i nomi originari delle religiose: di Monticelli (dal 1534) e di Montedomini (dal 1541).
Costruito un muro di divisione tra i due conventi, le suore di Monticelli adattarono la porzione a loro destinata in base alle nuove esigenze e costruirono tra 1542 e 1555 la nuova chiesa di Santa Maria, con il fronte prospettante uno slargo all'angolo tra via dei Malcontenti e via delle Casine. Nel 1555 per gli altari laterali della chiesa vennero eseguiti da Carlo Portelli due dipinti, uno con l'Adorazione dei Pastori ed una con l'Immacolata Concezione. La prima si trova nella chiesa di San Michele a San Salvi, mentre la seconda nel Museo di Santa Croce. La chiesa fu poi rinnovata nei suoi interni nel 1745 quando prese anche il nuovo nome di Santa Maria degli Angioli.
Un'altra porzione fu utilizzata per il loro monastero dalle suore di Montedomini, la cui chiesa, iniziata nel 1541, fu consacrata nel 1573, e il cui monastero fu ampliato nel 1631; la chiesa era dedicata a Maria Santissima Assunta e in seguito, in onore del granduca, anche a san Ferdinando. 
Nella veduta di Firenze di Stefano Bonsignori del 1584 si individuano i due complessi contigui, organizzati attorno a chiostri porticati lungo i quali erano dislocati gli ambienti comuni (parlatoio, refettorio, capitolo, infermeria) e, al piano superiore, le celle.
Un incendio scoppiato nel febbraio del 1674 danneggiò parte dei locali del monastero e costò la vita a due suore.

### Il Deposito di Mendicità
Dopo che questi monasteri furono soppressi, nel 1808, l'architetto Giuseppe del Rosso ristrutturò i loro locali in un'unica struttura in stile neoclassico per accogliervi il Deposito di Mendicità. Questa istituzione, istituita sulla base di un decreto di Napoleone I del 1811 legato ai festeggiamenti per la nascita del Re di Roma, era destinata a risolvere il problema della piaga della mendicità, tramite la reclusione dei poveri, degli accattoni e dei senza casa. Vennero assunti, infatti, drastici provvedimenti repressivi nei confronti dei mendicanti, perseguendo lo scopo di abituare il povero a guadagnarsi il pane con le proprie fatiche, educandolo al lavoro. Il progetto di internamento di basava anche su un criterio economico di diretta gestione statale dei mendicanti e degli oziosi al fine di renderlo un'impresa produttiva (avviamento al lavoro) fuori dai pericoli del vagabondaggio, della prostituzione e del crimine.
La nuova struttura fu inaugurata nel dicembre del 1813. Le attività produttive che vennero svolte nel Deposito fin dal primo momento sono la filatura e la tessitura della canapa, del lino e della lana; la conciatura e la lavorazione delle pelli; una bottega di falegname, una di calzolaio e una di fabbro, con macchine e utensili per allora all'avanguardia.

### La Pia Casa di Lavoro

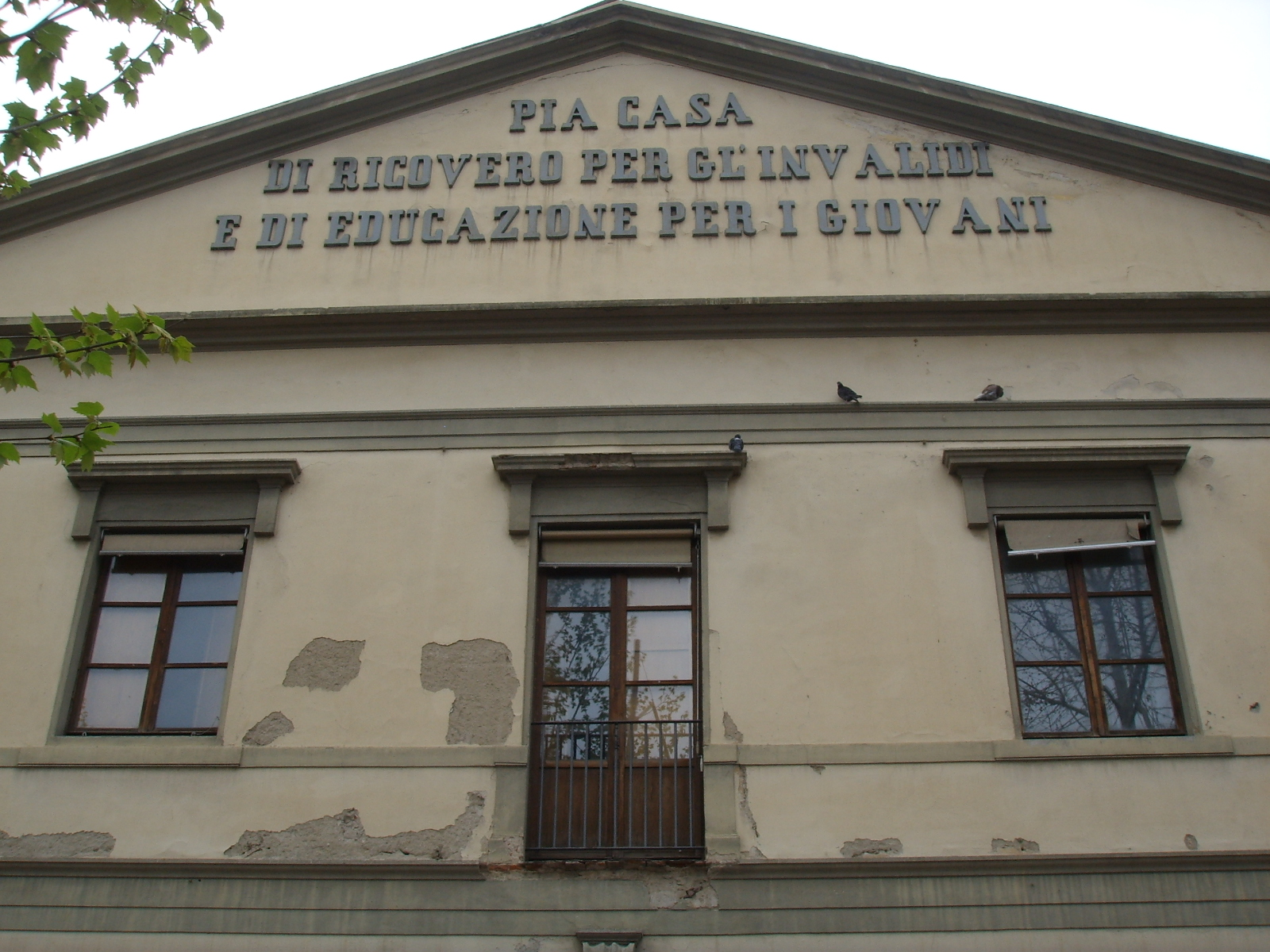
L'iscrizione sulla facciata

Alla restaurazione del Governo Lorenese (1815) l'Istituto per volere di Ferdinando III, fu oggetto di profonde riforme e prese il nome di Pia Casa di Lavoro di Montedomini, con lo scopo principale di accogliere i poveri, gli invalidi e gli anziani, ma anche individui dediti al gioco e al vagabondaggio. In questo periodo la Pia Casa riuscì a mantenersi con varie sovvenzioni fisse a carico dello Stato, del Comune, con i proventi del gioco del Lotto, nonché con la tassa dell'Azienda dei Sali, con quella sugli spettacoli e con quella di soggiorno (dei forestieri) e naturalmente con la pubblica beneficenza, oltre al non trascurabile utile del lavoro proprio degli ospiti artigiani, che eseguivano pregiati manufatti. Così Montedomini divenne in quel periodo il centro della beneficenza fiorentina e impiegò tutte le sue potenzialità verso le classi disagiate senza trascurare i fanciulli poveri di qualsiasi età. Si rivelò quindi una struttura assistenziale di tipo misto, che accoglieva individui di ogni tipo: sani e malati, liberi e reclusi, bambini e anziani, dementi e delinquenti, ricoverati su indicazione, attraverso una breve istruttoria, del parroco o di un commissario di polizia. Così, se durante il periodo francese il numero degli ospiti era contenuto, dopo il 1816 si registrò una forte impennata nel numero degli arrivi trasformandosi in un raccoglitore di varia umanità in mezzo alla città, ma al contempo fuori da essa, vedendo, purtroppo, un'altissima mortalità fra i suoi ospiti, paragonabile solo a quella degli ospedali del tempo.
nel 1849 ne fu direttore Pietro Thouar.

### L'Opera Pia

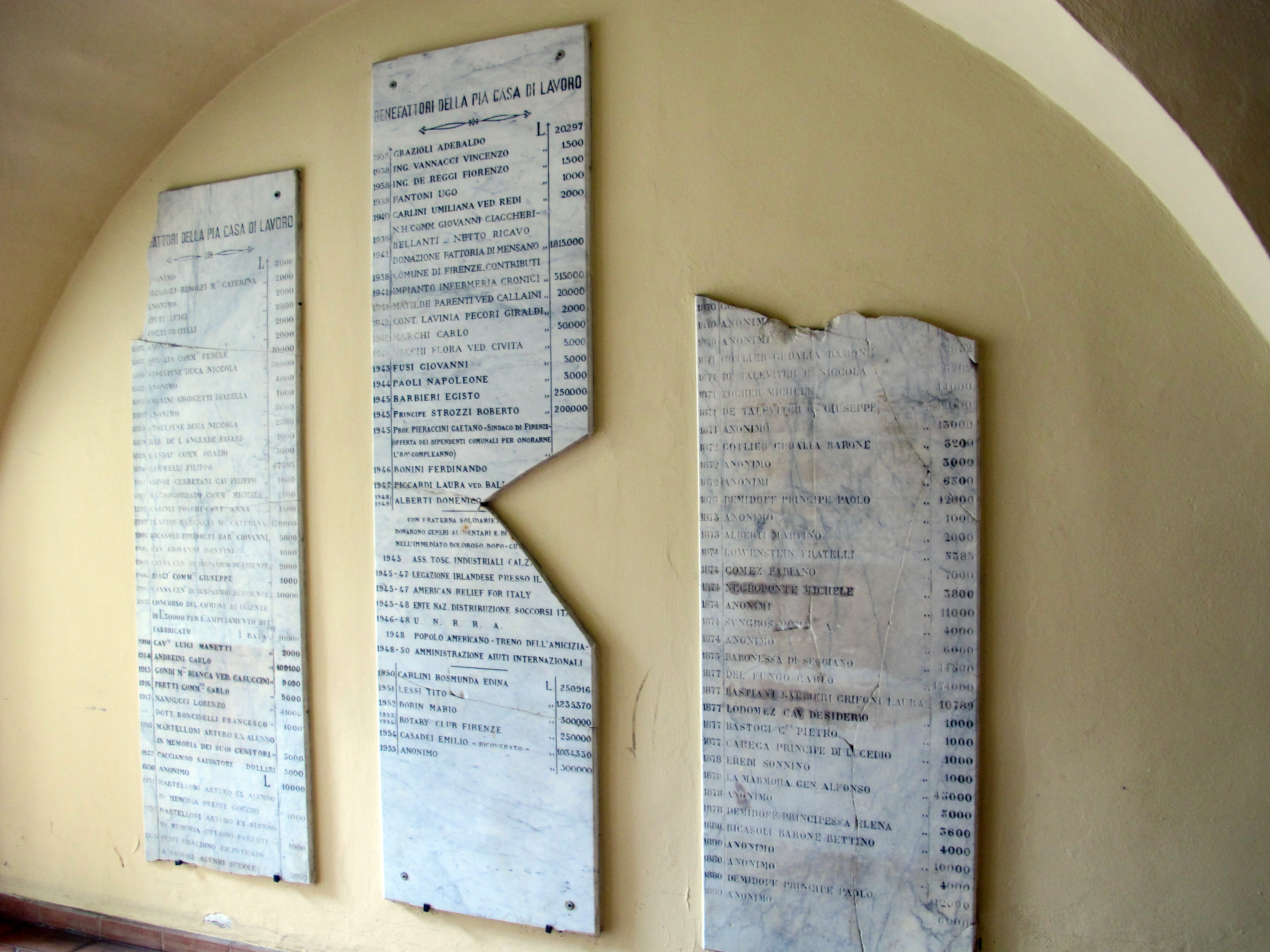
Elenco dei benefattori

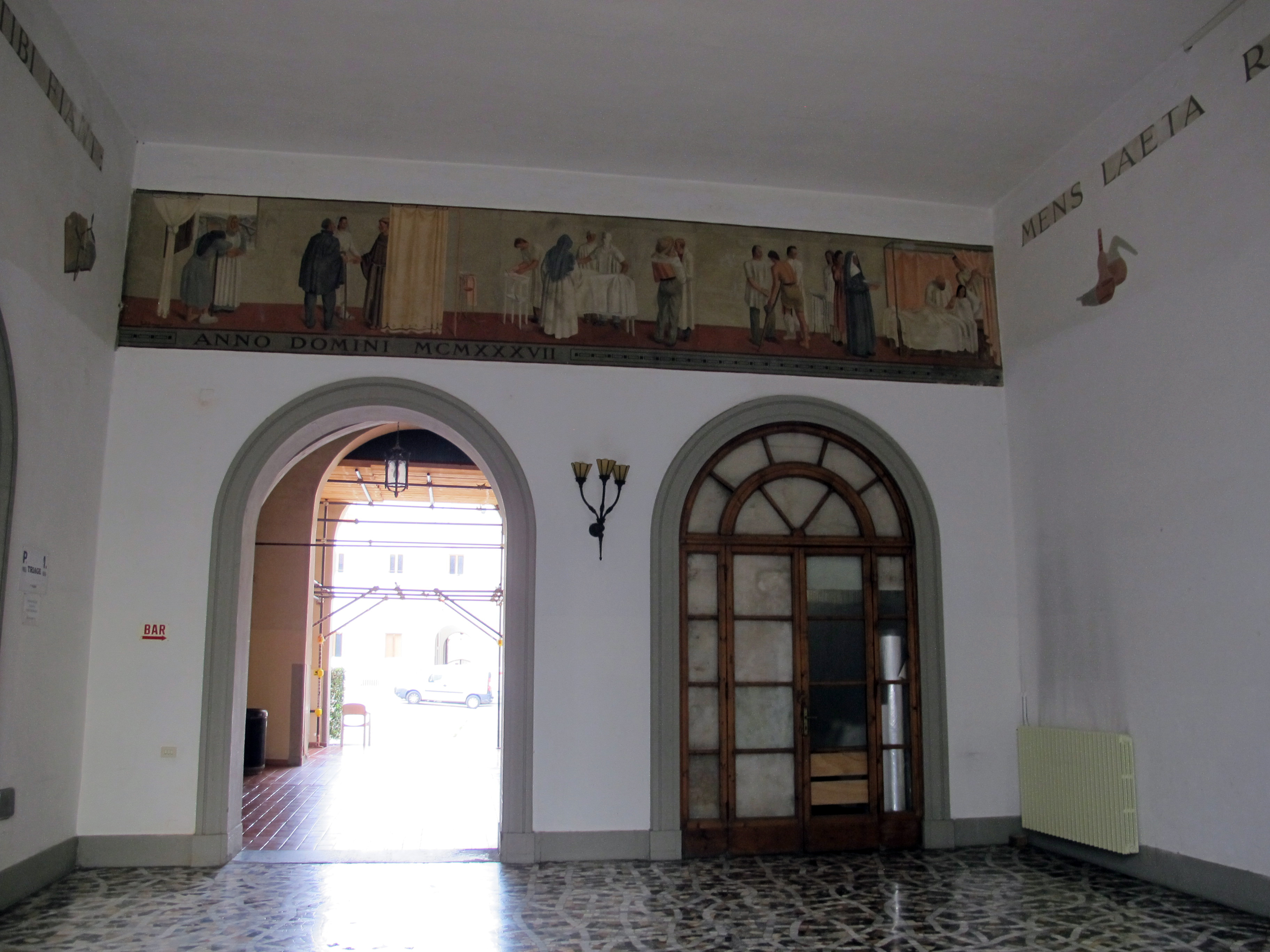
L'ingresso nord del 1866

Con l'avvento del Regno d'Italia Montedomini fu riconosciuta come Opera Pia, e proprio la presenza di quelle competenze educative nei confronti dei ragazzi e ragazze povere, creò i presupposti per la riunione della Pia Casa con l'orfanotrofio di San Filippo Neri e con il fondo detto Eredità De' Poirot. Lungo via Pietro Thouar (da poco aperta), fu iniziata la costruzione di una nuova ala dell'edificio su progetto dell'ingegnere Ghelardi, mentre nel 1872 l'ingegnere Vincenzo Ricci realizzò la facciata sull'allora viale Carlo Alberto, ora della Giovine Italia. Alla fine del secolo l'ala su via Thouar fu ulteriormente ampliata, mentre altri lavori di miglioramento furono realizzati con la direzione dell'ingegnere Cesare Spighi.
Scomparvero però le principali risorse e grande fu il sacrificio per mantenere la struttura in attivo, solo nel 1866 il Consiglio Municipale di Firenze deliberò di mantenere con una retta individuale i poveri appartenenti al Comune. È di questo periodo l'iscrizione a destra sulla porta d'ingresso, che recita:
Con questo contributo del Comune le finanze si consolidarono e l'Istituto sotto la pregevole direzione di Carlo Peri prese fortemente il carattere sia di asilo benefico per quanti erano inabili al lavoro, che di collegio per i più giovani per indirizzarli allo studio ed al lavoro. I nomi dei benefattori di quegli anni figurano nelle lapidi di marmo murate nell'atrio. Per i lasciti più cospicui oltre ai nomi furono posti anche i busti dei donatori.
Dal 1890 assunse l'attuale natura giuridica di Istituzione Pubblica di Assistenza e Beneficenza (IPAB).
Ulteriori cantieri sono documentati nel 1924, 1933 e 1938. Dopo la prima guerra mondiale, nel periodo fascista, dal 1938 fu adibito anche ad ospedale per i malati cronici e solo la strada cambiò nome e divenne "via dei Martiri Fascisti" proprio perché in quella strada, nei pressi di Montedomini c'era, in una cripta il "Sacrario dei martiri fascisti". Alla fine del 1944 il complesso fu sgombrato per ordine del Comando tedesco e, gravemente danneggiato dallo scoppio di ordigni bellici, riordinato e restaurato dopo la guerra.
Al 1965 si data uno studio per la trasformazione del complesso edilizio redatto dall'architetto Aurelio Cetica e dall'ingegnere Arduino Matassini. Dopo l'alluvione dell'Arno del 1966 Montedomini fu gravemente danneggiato e cessò di operare nell'ambito dell'educazione giovanile, indirizzando tutte le proprie risorse verso l'assistenza agli anziani. Fu in seguito realizzato definitivamente l'accorpamento con l'Orfanotrofio di San Filippo Neri e con l'Eredità De' Poirot e in tempi più moderni ha acquisito anche l'Istituto San Silvestro, l'Istituto Principe Abamelek, la Residenza Canova e l'Istituto Demidoff.
A partire dal 2006 è stato avviato un vasto progetto di riqualificazione della struttura che è stata trasformata in Azienda Pubblica di Servizi alla Persona: attualmente Montedomini si pone come moderno luogo di assistenza per la terza età e polo propulsore di iniziative utili alla continuità delle cure. Parte degli ambienti dell'antico convento, non utilizzati per le attività dell'istituto, sono stati ceduti all'Azienda per il diritto allo studio dell'Università di Firenze, che li adibisce ad alloggi per studenti, ed alla ASL locale per le sue attività distrettuali.

## Descrizione
Lungo via dei Malcontenti l'edificio neoclassico mostra un prospetto che individua sette corpi di fabbrica di diversa altezza, con un centro contraddistinto da un timpano classicheggiante che corrisponde a quello che era il fronte della chiesa di Santa Maria Assunta di Montedomini (la chiesa di Monticelli fu invece sconsacrata e il grande coro adattato a dormitorio).
A lato del portone d'ingresso un'iscrizione ricorda la data del 1868, quando l'Ospizio fu riconosciuto come Opera Pia dipendente dal Comune di Firenze:
| QUEST'OSPIZIO DELL'INDIGENZA DURATO CON VARIA FORTUNA E CON DISCIPLINE DIFFORMI FINO AL 1868 FU IN QUELL'ANNO PER DECRETO DI VITTORIO EMANUELE RE D'ITALIA RICONOSCIUTO COME OPERA PIA ED EBBE PROPRIE COSTITUZIONI CHE LO FECERO ASILO DI CARITÀ NON DI PENA OVE TROVANO RIPOSATO VIVERE GLI IMPOTENTI AL LAVORO E SI ADDESTRANO ALLE ARTI MECCANICHE I GIOVANI ABBANDONATI PROVVEDENDO IL COMUNE DI FIRENZE A MANTENERVI I POVERI DELLA CITTÀ TOLTI ALLA VERGOGNA DEL MENDICARE IL COMMENDATORE CARLO PERI DIRETTORE DELL'OPERA PIA NEL 1870 P. Q. M. |

Esisteva un'altra lapide, spostata nella prima corte interna in epoca imprecisata, e riportata in varie antologie tra cui quella di Bargellini-Guarnieri. Vi si legge:
| PIA CASA DI LAVORO ALLA PROVVIDA MUNIFICENZA DI NAPOLEONE IL GRANDE P.A.F. IMPERATORE DE' FRANCESI E RE D'ITALIA CHE PADRE DEI POPOLI AD EFFICACE SOLLIEVO DELL'INDIGENZA A VANTAGGIO MAGGIORE DELLE ARTI EDIFICÒ APERSE GENEROSAMENTE DOTÒ QUEST'OSPIZIO L'ANNO VII DEL SUO IMPERO MEMORABILE PEL FAUSTO NASCIMENTO DEL RE DI ROMA SPERANZA DEL MONDO GOVERNANDO LA TOSCANA LA GRANDUCHESSA ELISA SORELLA DELL'AUGUSTO REGGENDO LA PREFETTURA DELL'ARNO IL BARONE GIUSEPPE FAUCHET COMANDANTE DELLA LEGIONE D'ONORE ESSENDO PRIMO UFIZIALE DELLA CITTÀ IL CONTE EMILIO PUCCI CIAMBELLANO IMPERIALE E MEMBRO DELLA LEGIONE D'ONORE |

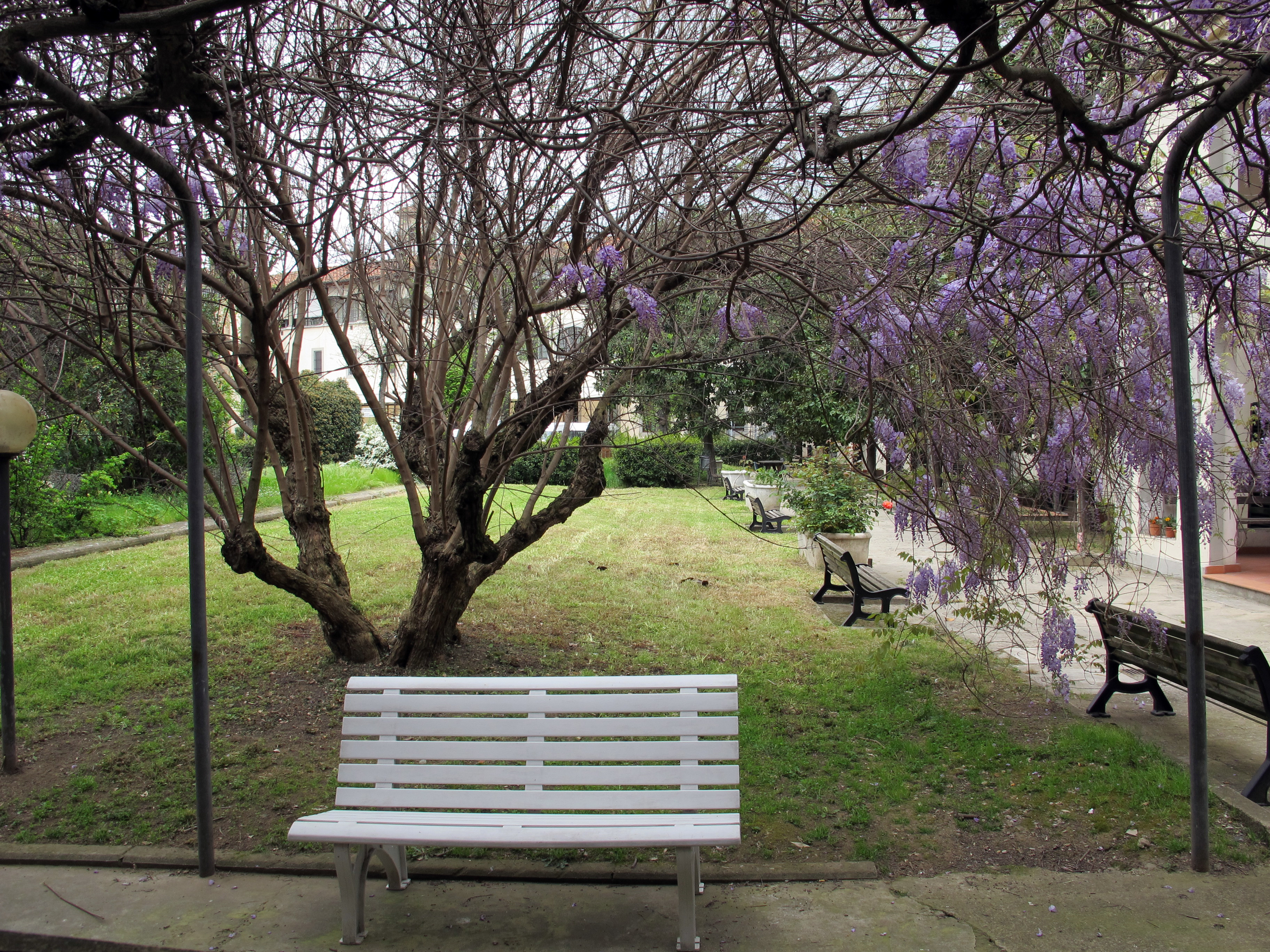
Il giardino interno

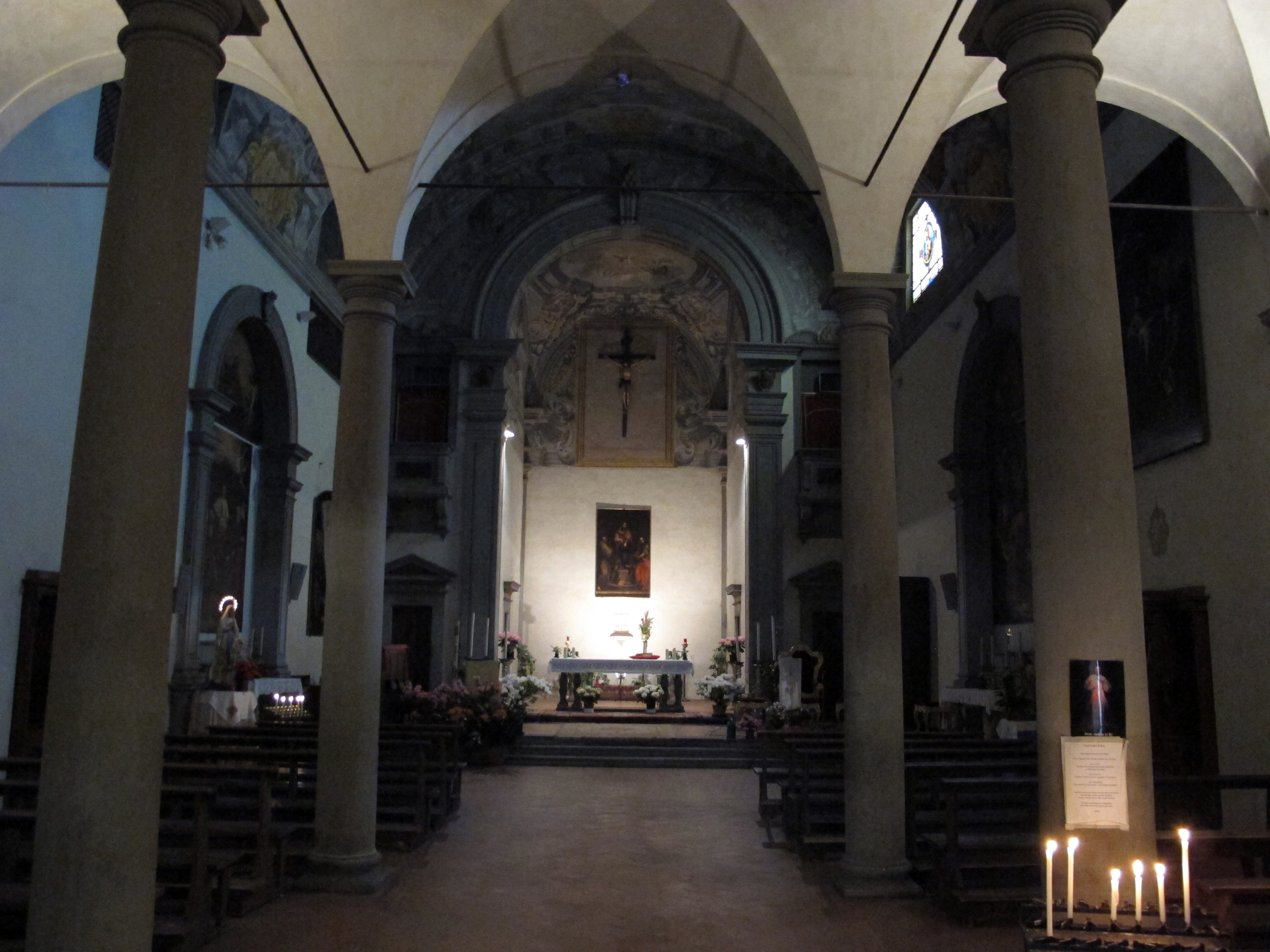
La chiesa di San Ferdinando

Come fece notare Cesare Torricelli, se l'istituzione fu voluta effettivamente dall'imperatore, la dotazione fu possibile solo attraverso la tassazione dei comuni toscani. Altre targhe si trovano dentro il complesso: la più antica è del 1631 e ricorda un beneficio dell'arcivescovo Pietro Niccolini, una il barone Pietro Ricasoli, una i morti della prima guerra mondiale del quartiere, alcune i benefattori del complesso. Nel primo cortile si trovano alcuni stemmi e tracce lapidarie dei conventi più antichi.
La chiesa di Montedomini, ridedicata nel 1845 dedicata a san Ferdinando Re in onore di Ferdinando III di Toscana, risale alla fabbrica cinquecentesca ed è tuttora esistente. È decorata, nella volta, dall'affresco della Vergine che porge il Bambino a san Francesco di Agostino Veracini.
Sul lato di via delle Casine sono visibili resti cospicui dell'architettura originaria del convento di Monticelli. Qui si trova anche una lapide alla vittima degli Anni di Piombo Fausto Dionisi.
Il prospetto su via Pietro Thouar fu realizzato a partire dal 1866, in concomitanza con la realizzazione della strada e con la nomina a direttore della Pia Casa del commendatore Carlo Pieri, che promosse l'ampliamento della struttura con la costruzione di questa ala dell'edificio, su progetto di un non altrimenti noto ingegnere Ghelardi (che Francesca Carrara ipotizza possa identificarsi in Pietro Gaetano Gherardi, per quanto di quest'ultimo sia documentata solo l'attività espletata a Livorno). Il cantiere trovò poi la sua logica prosecuzione con l'erezione, nel 1872, del fronte sull'allora viale Carlo Alberto (ora della Giovine Italia) su progetto dell'ingegnere Vincenzo Ricci, che in buona sostanza replicò qui il modello del prospetto su via dei Malcontenti dovuto a Giuseppe Del Rosso, in modo da offrire un'auspicata continuità delle varie facciate. L'ala di via Pietro Thouar fu ulteriormente ampliata alla fine del secolo sotto la presidenza di Arturo Linaker con la costruzione di un nuovo dormitorio intitolato a Garibaldi e destinato ai reduci delle battaglie d'indipendenza, poi rinnovato nel 1925. Nel dicembre 1938 fu inaugurato, sempre su questo lato, al primo piano, una nuova grande infermeria per malati cronici e, nell'ambito di questo cantiere, realizzata la grande sala di portineria con accesso da questo lato, con un'ampia scala a giorno che porta al nuovo ambiente. In questo ampio androne è una pittura murale con scene di vita ospedaliera e di assistenza, datato 1937 e firmato Bruno Paoli.

## Il Centro Servizi di Montedomini oggi

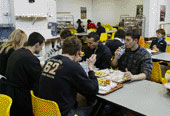
Il self-service di Montedomini

L'Amministrazione Comunale ha individuato nel Centro di Servizi Montedomini la principale A.S.P. di riferimento per l'area anziani. Rinnovato completamente nelle sue strutture di accoglienza Montedomini ha realizzato un self service sia per gli ospiti, per i cittadini disagiati, sia per gli studenti universitari (più di 800 pasti al giorno) e ha avviato il progetto di una residenza studentesca in stretto rapporto con l'opera universitaria. Il centro ospita un presidio di riabilitazione intensiva (P.R.I.M.) extra-ospedaliera che opera nelle fasi post-acute di patologie invalidanti cognitive e motorie sia in regime di ricovero, nonché diurno con l'attività ambulatoriale di controllo post-dimissione e pre-ricovero. Il Centro dei Servizi gestisce anche le Residenze Sanitarie Assistite che offrono ospitalità e assistenza, consulenza geriatrica e animazione. Altri servizi erogati interessano cittadini del territorio. Sono presenti numerose Associazioni di volontariato che supportano l'attività assistenziale.
L'ultimo più avanzato progetto, per garantire assistenza e tranquillità agli anziani soli si chiama "telec@re": l'iniziativa, finanziata dalla Regione Toscana, dal Comune di Firenze e dall'Ente Cassa di Risparmio di Firenze, garantisce un sistema di assistenza per gli anziani in condizioni di limitata autonomia e ai cittadini adulti disabili o con particolari patologie, residenti nell'area fiorentina. Il tutto attraverso l'installazione di un "set top box" direttamente a casa dell'assistito in collegamento con un call center situato a Montedomini, ove gli operatori presenti 24 ore su 24 esaminano le segnalazioni e decidono il da farsi.
La sua struttura è stata individuata anche come sede del Distretto Socio Sanitario del Quartiere 1 Firenze Centro, dal 1º febbraio 2006 ha preso la denominazione ufficiale di "Montedomini Azienda Pubblica di Servizi alla Persona".
Inoltre dal 15 giugno 2007 è stato dato il via alla Fondazione Montedomini, con l'obiettivo di raccogliere contributi e risorse destinati a progetti di supporto agli anziani con modalità e formule più agili e moderne rispetto a quelle dell'Asp Montedomini.

## Ospiti e visitatori celebri
- Chiara de' Baroncelli, badessa di Monticelli, nel 1538, fece costruire la prima cucina, una stanza per le novizie e 11 cellette, l'anno seguente fece realizzare il portone di accesso.
- Fra' Cosimo da Lucignano, mastro architetto, nel 1541 posò la prima pietra delle fondamenta della chiesa dedicata a Maria Santissima Assunta (ora dedicata anche a San Ferdinando Re) di Montedomini
- Antonio de' Nobili, favorito di Cosimo I, nel 1542 finanziò la costruzione della nuova chiesa dedicata a San Francesco nel Monastero di Monticelli
- Giuseppe del Rosso, discendente da una famiglia di architetti, fu incaricato, nel 1812, dal Comune, perché grande tecnico, del restauro di Palazzo Vecchio e della fontana di piazza Santa Croce oltre al complesso di Montedomini.
- Filippo Gamboni, di 69 anni tiratore di lacci (cioè un setaiolo) rimasto senza lavoro, fu, nel 1813, il primo a varcare la soglia dell'Istituto di Mendicità.
- Ferdinando I d'Austria visitò la Pia Casa di Lavoro il 28 marzo 1819.
- Per ordine del Ministero della Pubblica Istruzione, il 4 novembre 1848, visitarono l'Istituto i signori Ferdinando Zannetti, Enrico Cipriani, Pietro Thouar e Pietro Zei.
- Il 7 settembre 1854 visitò Montedomini il Granduca di Toscana Leopoldo II.
- Nel 1860 visitò la Pia Casa il principe Eugenio Emanuele di Savoia-Villafranca.
- Nel 1861 visitarono la Pia Casa re Vittorio Emanuele II con i figli.
- 1864 il Duca d'Aosta Amedeo di Savoia.
- Il 23 settembre 1882 la regina d'Italia Margherita di Savoia.
- Il 23 luglio 1895 il cardinale Agostino Bausa, arcivescovo di Firenze.
- Il 29 giugno 1903 l'arcivescovo di Firenze Alfonso Maria Mistrangelo.
- Il 16 aprile 1906 Vittorio Emanuele di Savoia consegnò la bandiera agli alunni della Pia Casa.
- Il 29 novembre 1925 Umberto II di Savoia e il ministro Pietro Fedele.
- Il 14 gennaio 1935 il principe Carlo II di Romania.
- Il 30 maggio 1933 la principessa Maria Pia di Piemonte.
- Il 4 giugno 1937 e poi più volte il cardinale Elia Dalla Costa.